# Anyphaena quadricornuta
Anyphaena quadricornuta là một loài nhện trong họ Anyphaenidae.
Loài này thuộc chi Anyphaena. Anyphaena quadricornuta được Otto Kraus miêu tả năm 1955.